# Castle of Illusion Starring Mickey Mouse (игра, 1990)
Castle of Illusion Starring Mickey Mouse (с англ. — «Замок Иллюзий: В главной роли Микки Маус») — видеоигра в жанре платформер, разработанная японской компанией Sega и выпущенная для игровых платформ Sega Mega Drive в 1990 году и Sega Master System в 1991-м. В том же году версия Master System была портирована для Sega Game Gear. По сюжету, Минни похитила злая ведьма Мизрабель, и Микки отправляется в Замок иллюзий, чтобы спасти свою подругу. Все версии игры имеют похожую концепцию геймплея, однако дизайн уровней и некоторые элементы игровой механики отличаются.
Инициатором разработки игры было американское отделение Sega, которое заключило соглашение с Disney на использование Микки Мауса в играх и рекламе ради продвижения консоли Mega Drive, названной в Америке Genesis. Все версии игры получили высокие оценки критиков. В первую очередь игры хвалили за детализированную графику, которая, по мнению рецензентов, была лучшей на тот момент. Игра стала первой в цикле Illusion — серии игр, которых объединяет наличие персонажей «Диснея» в качестве героев и слово «Illusion» в названии. В 2013 году вышел одноимённый ремейк этой игры.

## Сюжет
Микки и Минни счастливо проводят время на лугу в месте под названием Вера-Сити (англ. Vera City), пока злая колдунья Мизрабель (англ. Mizrabel), завидующая красоте Минни, не похищает подругу Микки Мауса и заключает её в своём Замке иллюзий. Микки отправляется на помощь и у ворот замка встречает старика, бывшего короля, который сообщает ему, что Мизрабель намерена украсть красоту Минни, и, чтобы победить ведьму, необходимо собрать семь Радужных драгоценных камней (англ. Gems of the Rainbow), спрятанных в комнатах замка. В итоге, собрав их все, Микки при помощи магии камней сооружает радужный мост в башню, где побеждает Мизрабель и освобождает Минни.

## Игровой процесс
В версии для Mega Drive игра представляет из себя платформер, где игроку в роли Микки Мауса необходимо пройти пять уровней и собрать на них семь драгоценных камней, которые даются либо за победы над боссами, либо достаются в процессе прохождения уровня. Каждый уровень представляет из себя иллюзорный мир в одной из комнат замка. Например, первая комната — это лес, вторая — мир игрушек, и так далее. Каждый уровень разделён на этапы, на последнем из которых происходит сражение с боссом. По мере прохождения Микки встречает разнообразных врагов, выполненных, как и боссы, в общем стиле уровня. Победить врагов он может прыжком сверху, а также бросая яблоки или мячики, которые можно собирать на уровнях. Вдобавок игрок может найти бонус, пополняющий здоровье персонажа, дополнительную жизнь и бриллианты, дающие дополнительные очки. При уничтожении врага прыжком Микки способен высоко отскочить от него, что может быть использовано для доступа к секретам уровня. В конце игры в качестве финального босса выступает сама Мизрабель.
Версии для Master System и Game Gear также представляют из себя платформер, где в роли Микки необходимо пройти шесть уровней и найти семь драгоценных камней. Большинство уровней выполнено в той же тематике, что и в версии для Mega Drive, однако они отличаются дизайном, разновидностями боссов и врагов. В самом начале Микки попадает в помещение замка с тремя закрытыми дверями, каждая из которых соответствуют одному из первых трёх уровней. Игроку здесь даётся выбор — в каком порядке их проходить. После прохождения первых трёх, ещё два уровня появляются на втором этаже замка. Когда Микки собирает все радужные камни, он отправляется в башню Мизрабель. Для борьбы с врагами используется прыжок. В игре имеется механика взаимодействия с блоками, которые Микки может поднимать, переносить или бросать во врагов. На некоторых локациях встречаются запертые двери, которые нужно открыть ключом, спрятанным на уровне. Среди бонусов присутствуют дополнительные жизни, пополнение здоровья, а также монеты, дающие дополнительные очки.

## История разработки
В первое время после своего выхода в Северной Америке Mega Drive, названная там Genesis, имела малое распространение на рынке домашних игровых систем. И, чтобы составить конкуренцию захватившей рынок Nintendo, американское отделение компании Sega — Sega of America — с президентом Майклом Кацем (англ. Michael Katz) приняло решение использовать в рекламе известных персонажей и личностей поп-культуры США. Таким образом, Sega добилась прав на использование в играх и рекламе образов Майкла Джексона, Джо Монтаны, Томми Ласорды, Джеймса Дугласа и Дика Трейси. В список полученных лицензий вошёл и Микки Маус, однако получение прав на этого персонажа не далось Sega легко. Компания Disney известна жёсткой политикой в области авторского права. Например, она неоднократно лоббировала изменение законодательства о копирайте в США, настаивая на увеличении срока сохранения авторского права, что в 1998 году ей всё-таки удалось. По этой причине Sega необходимо было гарантировать Disney бережное обращение с образом Микки, а также доказать жизнеспособность консоли на рынке Америки. В итоге в ходе переговоров при участии Майкла Каца и директора по маркетингу Эла Нильсена (англ. Al Nilsen) компании удалось получить лицензию.
После приобретения необходимых прав Sega поручила возглавить разработку игры геймдизайнеру Эмико Ямамото (англ. Emiko Yamamoto), которая в титрах указана под псевдонимом Emirin. Это было вызвано общей политикой издателей той эпохи, которые считали, что сокрытие настоящих имён разработчиков убережёт компании от текучести кадров к конкурентам. Для Эмико это стал первый масштабный опыт в геймдизайне. Она и команда разработчиков решили не зацикливать игру на персоне Микки Мауса, а раскрыть в ней вымышленный мир «Диснея». За вдохновением они обратились к классическим мультфильмам студии. Так, босс последнего уровня вдохновлён великаном Вилли из мультфильма «Весёлые и беззаботные». Ведьма Мизрабель в своей первоначальной форме похожа на злую королеву из «Белоснежки», когда та притворялась старухой, а форма Мизрабель в финале игры похожа на Малифисенту. Однако имя ведьмы связи с «Диснеем» не имеет. Оно позаимствовано из названия мюзикла Les Misérables, популярного во время разработки игры.
Разработчики также старались сымитировать стиль диснеевских мультфильмов, что потребовало большого количества кадров анимации и в итоге сказалось на дизайне уровней. Например, при создании плавной анимации прыгающего Микки оказалось, что такое количество кадров увеличивает расстояние прыжка, и разработчикам пришлось перепроектировать уровни, учитывая это изменение. Они также добавили Микки анимацию безделья, что выглядело необычным для того времени. Если игрок перестаёт управлять персонажем, тот начинает широко улыбаться и раскачиваться в разные стороны. Если при бездействии Микки находится на краю платформы, он начинает терять равновесие. Команда показала черновые версии этих анимаций арт-директору Такаси Юде (англ. Takashi Yuda), и тот был настолько впечатлён, что согласился добавить их в игру. В итоге анимации безделья стали визитной карточкой игры и возможностей Genesis. Благодаря этому Соник тоже получил анимацию безделья: он нетерпеливо топает ногой. При насыщении игры дополнительными анимациями разработчики Castle of Illusion столкнулись с границами VRAM консоли. Из-за этого Такаси и художникам пришлось тесно сотрудничать с программистами игры, чтобы уложиться в ограничения приставки.
Disney заботилась о судьбе своего персонажа, поэтому японское отделение Sega было обязано в течение всего процесса разработки консультироваться с продюсером Disney Стивеном Батлером (англ. Stephen Butler), а также со старшим продюсером Sega of America Джимом Хейфером (англ. Jim Huether), и прислушиваться к их советам и отзывам. Эмико Ямамото также была назначена режиссёром и дизайнером в разработке версии для Master System. Однако было решено не портировать игру, а полностью переосмыслить её концепцию, учитывая возможности 8-битной приставки. Эта версия уже была портирована на Game Gear.

## Издания
Версия для Mega Drive была издана Sega 21 ноября 1990 года в Японии под названием I Love Mickey Mouse: Fushigi no Oshiro Daibouken (яп. アイラブ ミッキーマウス ふしぎのお城大冒険, «Я люблю Микки Мауса: Таинственное приключение в замке»), став первой игрой для этой платформы с участием персонажа студии Disney. В декабре того же года Sega выпустила игру в Северной Америке, а в марте 1991-го компания Virgin Games издала её в Европе. В том же году игра была выпущена в Бразилии компанией Tec Toy. Иностранные издания получили название Castle of Illusion Starring Mickey Mouse. В 1996 году в Европе вышел картридж-компиляция The Disney Collection с играми Castle of Illusion и QuackShot. 15 октября 1998 года игра вышла на одном диске с QuackShot для Sega Saturn под названием Sega Ages I Love Mickey Mouse: Fushigi no Oshiro Daibouken/I Love Donald Duck: Guruzia Ou no Hihou (яп. アイラブ ミッキーマウス ふしぎのお城 大冒険 ／ アイラブ ドナルドダック グルジア王の秘宝). 15 апреля 2014 года игра стала доступна в Северной Америке для PlayStation 3 при покупке через PlayStation Store в составе бандла Castle of Illusion: Sega Genesis Bundle, состоящего из оригинальной игры для Mega Drive и её ремейка 2013 года. Однако покупатели, предзаказавшие ремейк с 20 августа по 2 сентября 2013 года, получили версию Genesis для загрузки сразу после заказа.
Версия для Master System вышла в феврале 1991 года в Северной Америке и Европе под издательствами Sega и Virgin Games соответственно. Для Америки это была одна из последних игр, изданных для консоли. В том же году в Бразилии её издала Tec Toy. Версия для Game Gear вышла в Японии 21 марта 1991 года под названием Mickey Mouse no Castle Illusion (яп. ミッキーマウスのキャッスルイリュージョン, «Замок иллюзий Микки Мауса»). Затем в июне игра вышла в Северной Америке и в том же году — в Европе.
Ещё до официального выхода игры Sega of America в своей рекламе называла её просто Mickey Mouse. В связи с этим некоторые игровые издания уже после выпуска продолжали так именовать игру в своих публикациях.

## Отзывы
| Иноязычные издания         | Иноязычные издания | Иноязычные издания | Иноязычные издания |
| Издание                    | Оценка             | Оценка             | Оценка             |
| Издание                    | Master System      | Mega Drive         | SGG                |
| -------------------------- | ------------------ | ------------------ | ------------------ |
| CVG                        | 93 %               | 96 %               |                    |
| Games-X                    |                    |                    | 82 %               |
| HonestGamers               | 9/10               | 8/10               |                    |
| Jeuxvideo.com              | 17/20              |                    | 17/20              |
| Mean Machines              | 93 %               | 95 %               |                    |
| Raze                       |                    | 92 %               |                    |
| Sega-16                    | 8/10               | 9/10               | 8/10               |
| The Complete Guide to Sega | 93 %               |                    |                    |
| The Essential Sega Guide   | 89 %               | 88 %               |                    |

Версия для Mega Drive была высоко оценена критиками, основное внимание которых было приковано к графике игры. Обозреватели хвалили детализированные спрайты, плавную анимацию и многоуровневый параллакс-скроллинг, которые, по мнению некоторых критиков, делали игру похожей на мультфильм. Автор из журнала Mean Machines спустя несколько лет после выхода игры писал, что графика игры действительно была лучшей для своей консоли, но спустя время, из-за повышения стандартов качества в индустрии, игра уже не особо выделялась, особенно на фоне своего сиквела World of Illusion. Помимо этого, он отметил простоту игрового процесса, интерес к которому придаёт графика. Рецензенты указывали на простоту геймплея и при выходе игры, но отмечали его вариативность. Кроме того, по мнению автора из Raze, на фоне такой графики геймплей разочаровывает. Музыка и звук были удостоены положительных отзывов за исключением крика Микки, когда он падает в пропасть. Авторам из GamePro и Sega-16 он показался жутким и выбивающимся из атмосферы игры. В рецензиях начала 2000-х игра была названа одним из лучших платформеров для своей консоли с несложным и неинтенсивным, но разнообразным геймплеем, и отличной графикой, которая в целом и отвечает за интерес к игре. В 2017 году сайт GamesRadar поместил игру на 35-е место в списке 50 лучших игр для Mega Drive.
При выходе версия для Master System была названа критиками одним из лучших платформеров для своей консоли. Рецензенты отмечали отличную графику, хорошее звуковое сопровождение и увлекательный геймплей. Среди плюсов игрового процесса были выделены нелинейность уровней и множество секретных комнат. В обзорах 2010-х годов критики указывали на превосходящую другие 8-битные игры графику, но отмечали низкий уровень сложности. Автор с сайта Sega-16 жаловался на раздражающий саундтрек из-за использования мелодий со слишком высоким тоном.
Версия для Game Gear была оценена также высоко, как и оригинал для Master System. Игру хвалили за качественное портирование, во время которого ничего не было потеряно, в том числе в графике. В 2017 году сайт Jeuxvideo.com поставил игру на второе место в десятке лучших игр для Game Gear. По мнению редакции, благодаря более креативному дизайну уровней игра превосходит версию для Mega Drive.

## Влияние
Игра стала первой в цикле Illusion — серии игр, которых объединяет наличие персонажей «Диснея» в качестве героев и слово «Illusion» в названии. Следующей игрой в серии стала World of Illusion для Mega Drive. В 2012 году для Nintendo 3DS вышел сюжетный сиквел Castle of Illusion — Epic Mickey: Power of Illusion. В нём также фигурируют Микки, Мизрабель и Замок иллюзий.
Осенью 2013 года для консолей, ПК и мобильных устройств вышла игра Castle of Illusion Starring Mickey Mouse — ремейк версии для Mega Drive. В разработке также участвовала Эмико Ямамото. После работы над оригиналом она принимала участие в разработке игр QuackShot и World of Illusion, пока в середине 1990-х не покинула Sega и перешла в Disney Interactive. С того времени Sega предпринимала несколько попыток сделать ремейк Castle of Illusion, каждый раз консультируясь с Ямамото. В итоге Эмико понравилась концепция, представленная Sega Studios Australia, и в 2011 году решено было делать ремейк.